# وینچستر (ایندیانا)
وینچستر، ایندیانا (به انگلیسی: Winchester, Indiana) یک شهر در ایالات متحده آمریکا با جمعیت ۴٬۹۳۵ نفر است که در ایندیانا واقع شده‌است.

## موقعیت جغرافیایی
موقعیت جغرافیایی شهرها و مناطق اطراف به شرح زیر است: